# Ishëm, Durrës
Ishëm är en kommundel och tidigare kommun i Albanien.   Den ligger i Durrës prefektur i den nordvästra delen av landet, 30 km nordväst om huvudstaden Tirana.
```
Runt Ishmëm är det tätbefolkat, med 
383
 invånare per kvadratkilometer.
[
2
]
```

## Kända personer från Ishëm
- Ibrahim Kodra

## Bilder

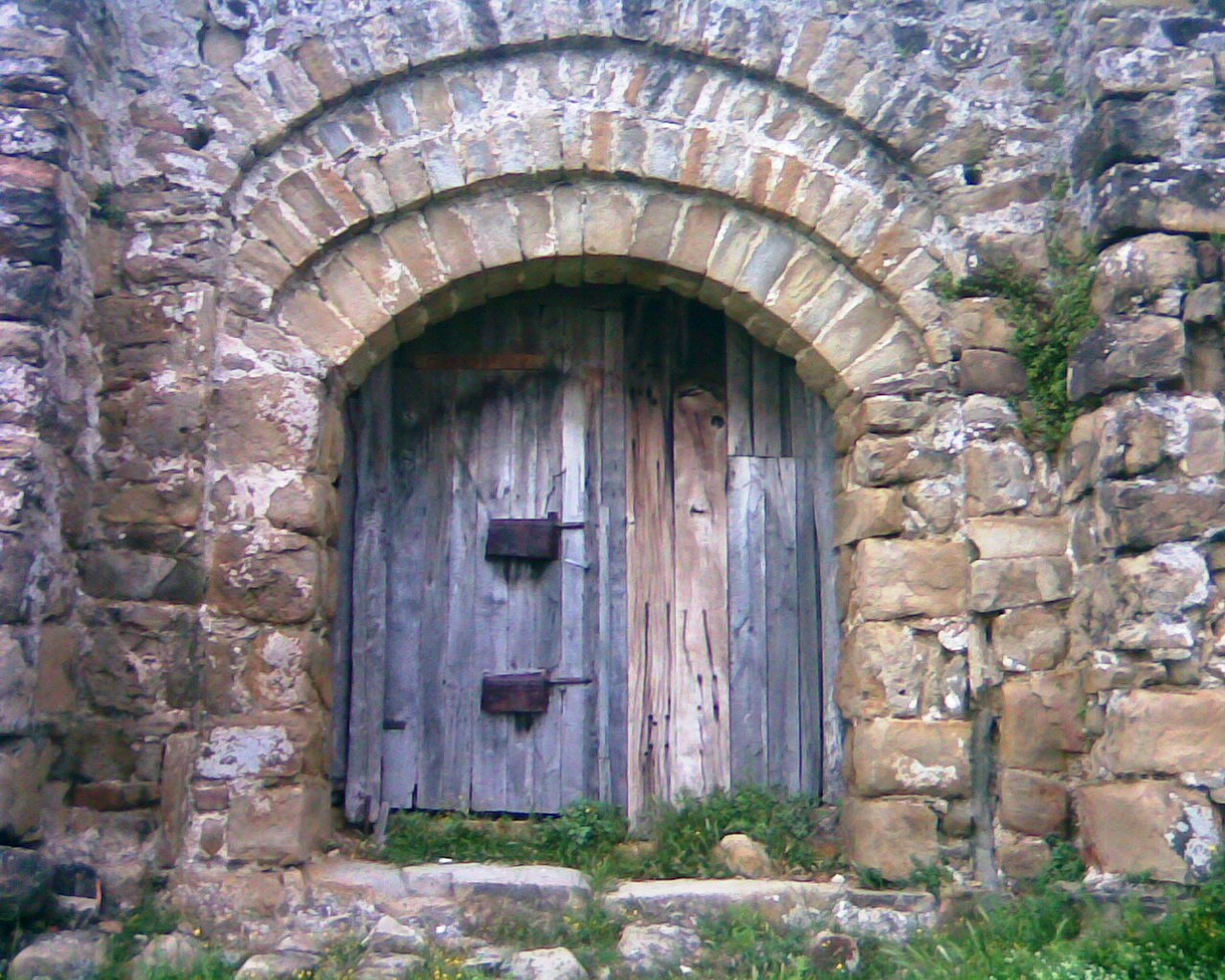
Ishëm borg
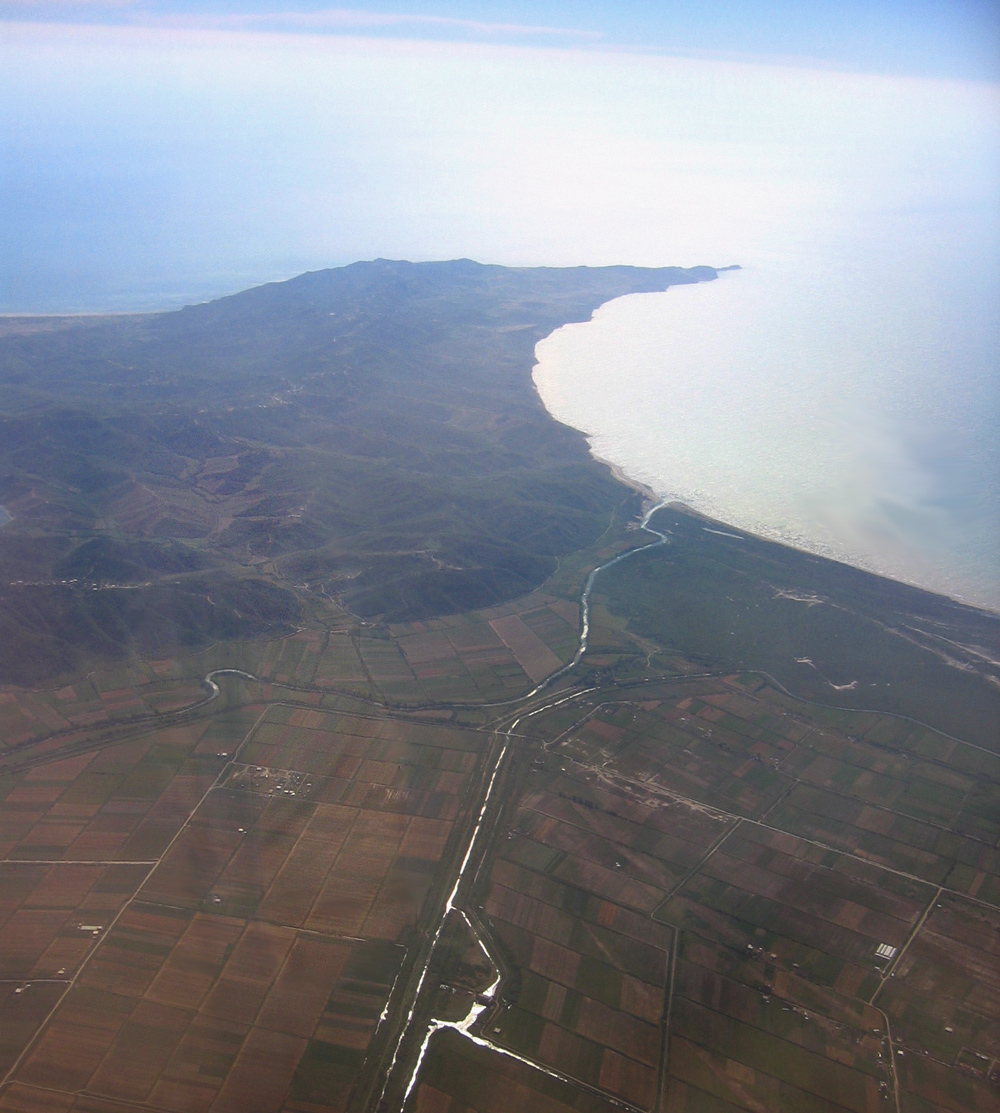
Rodon-udden
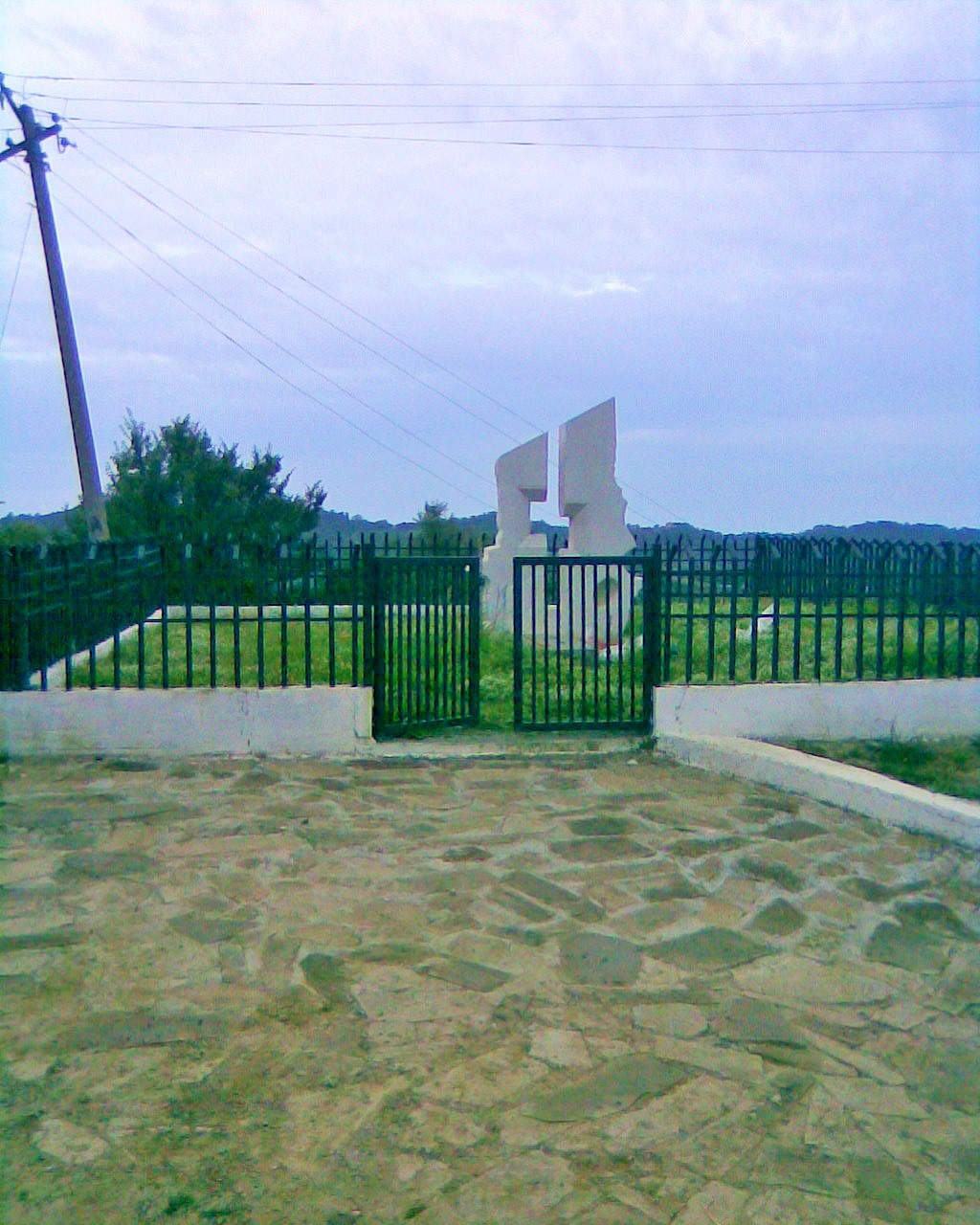
Ibrahim Kodras grav
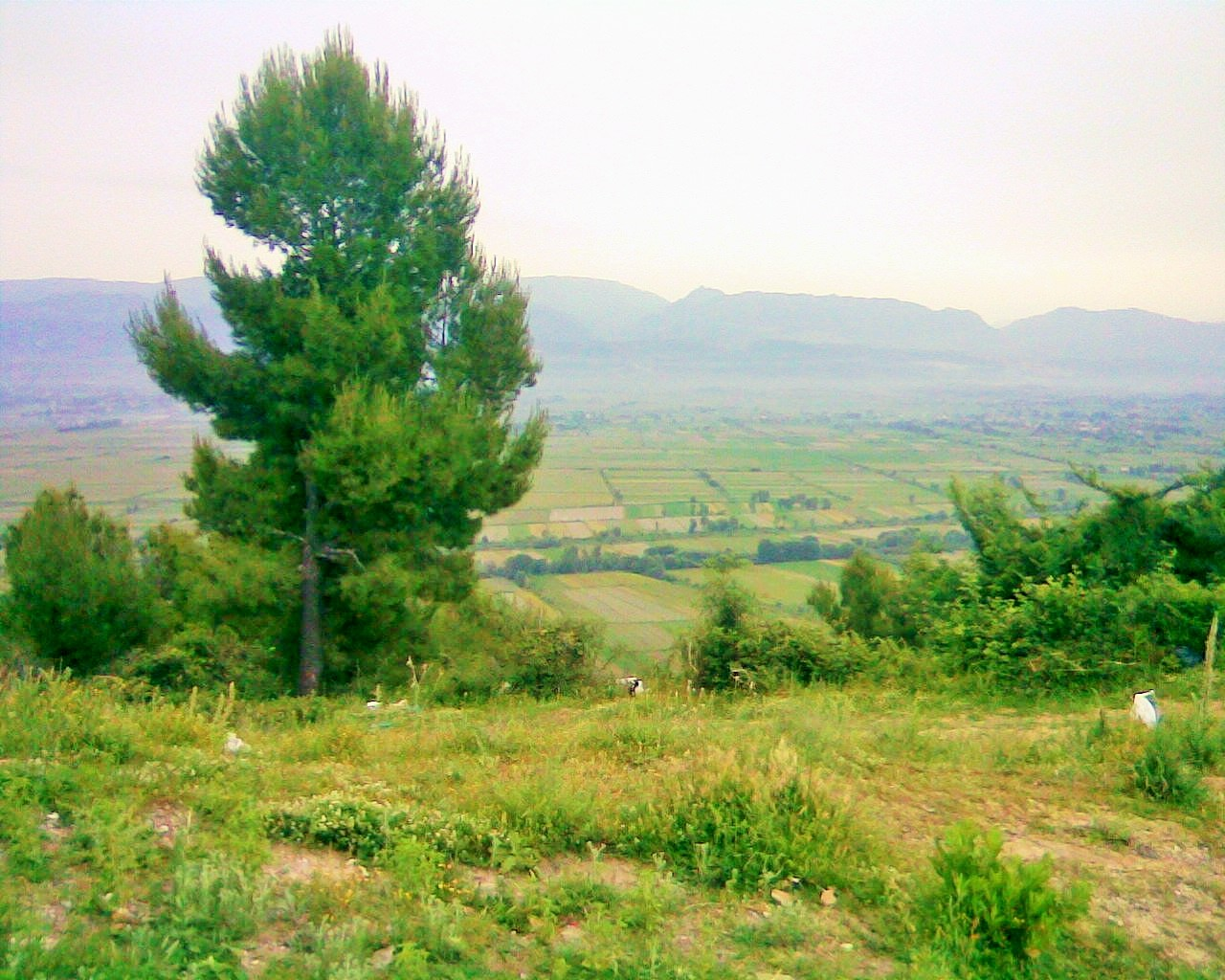
Ishëm
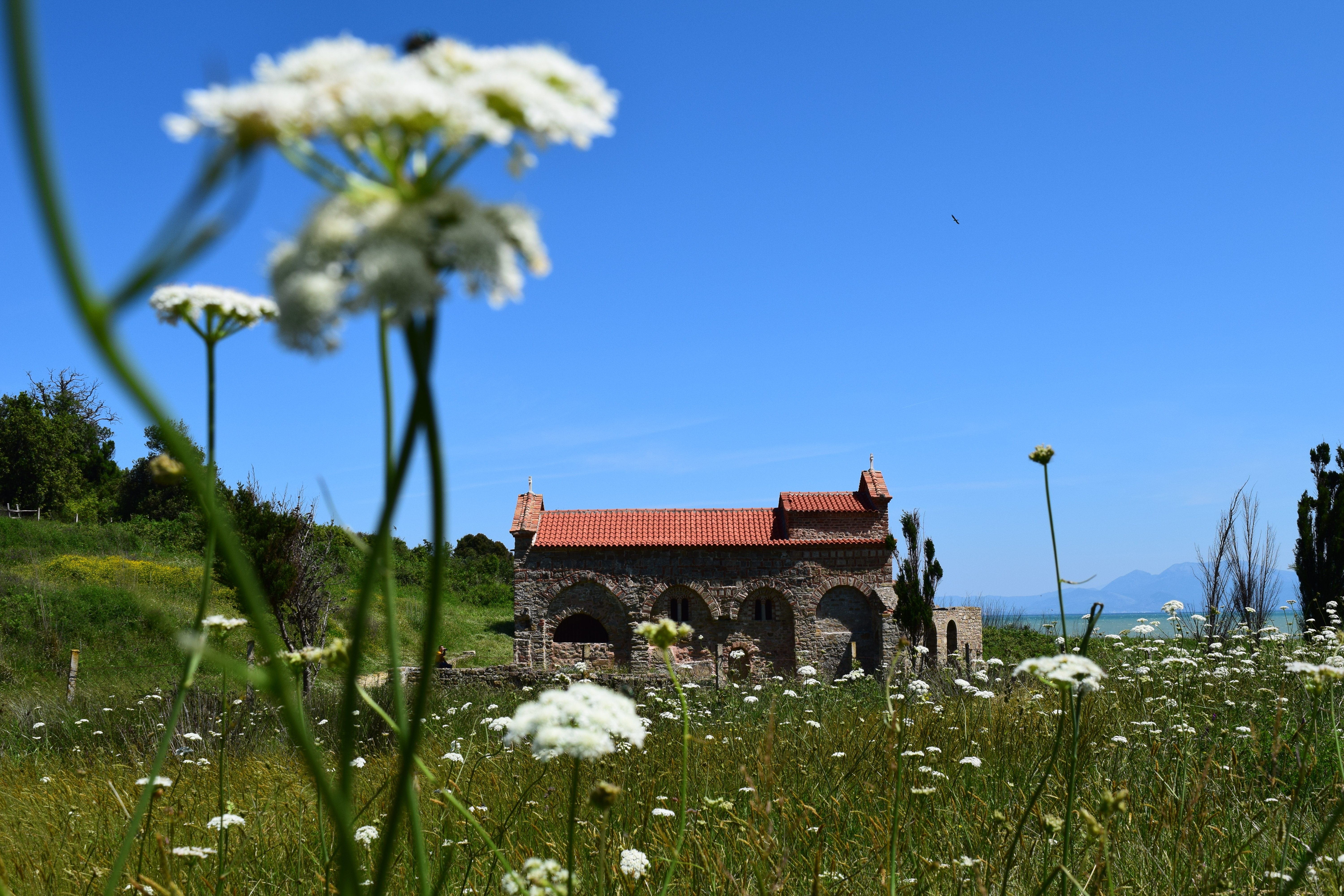
St. Anthony kyrkan
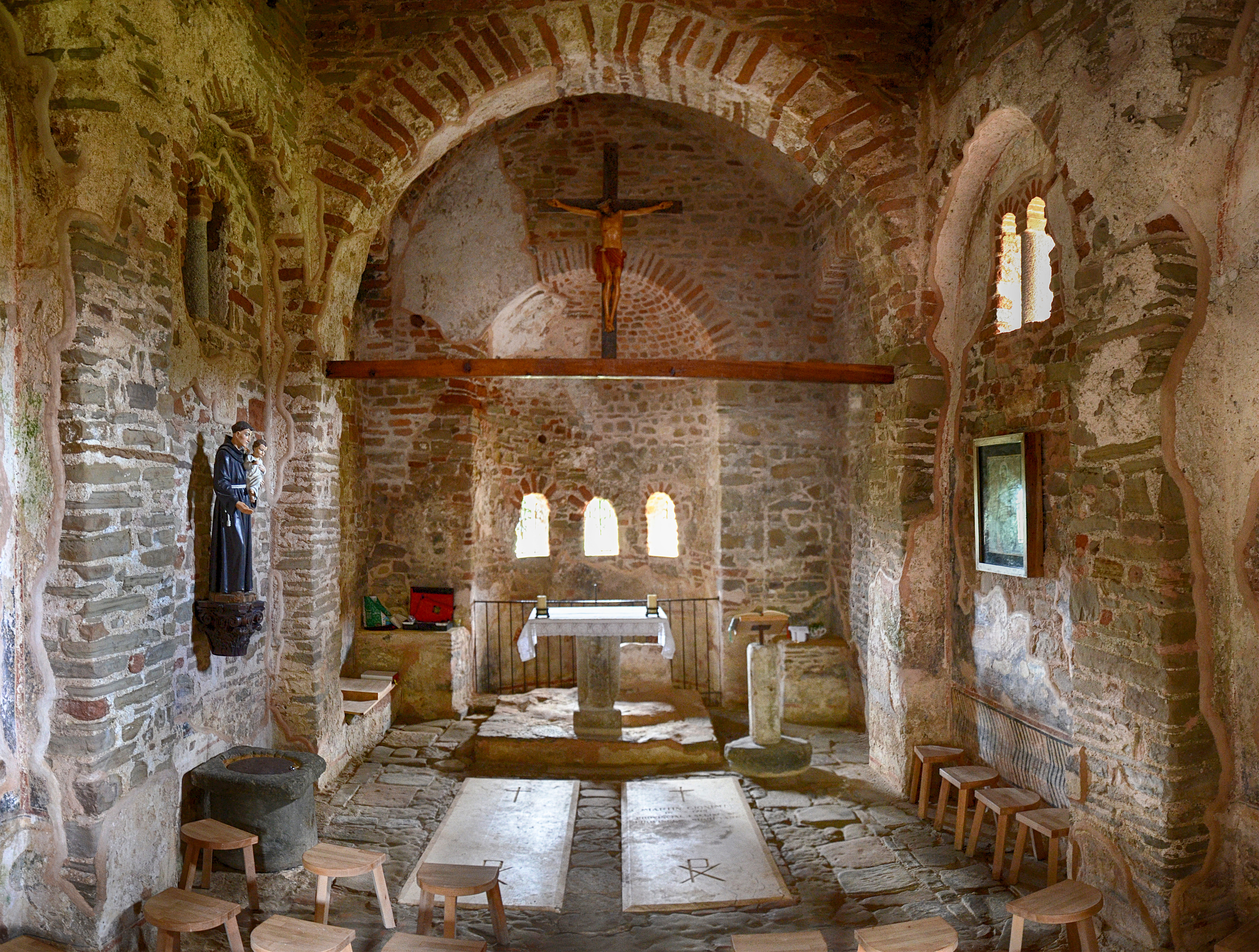
St. Anthony Church
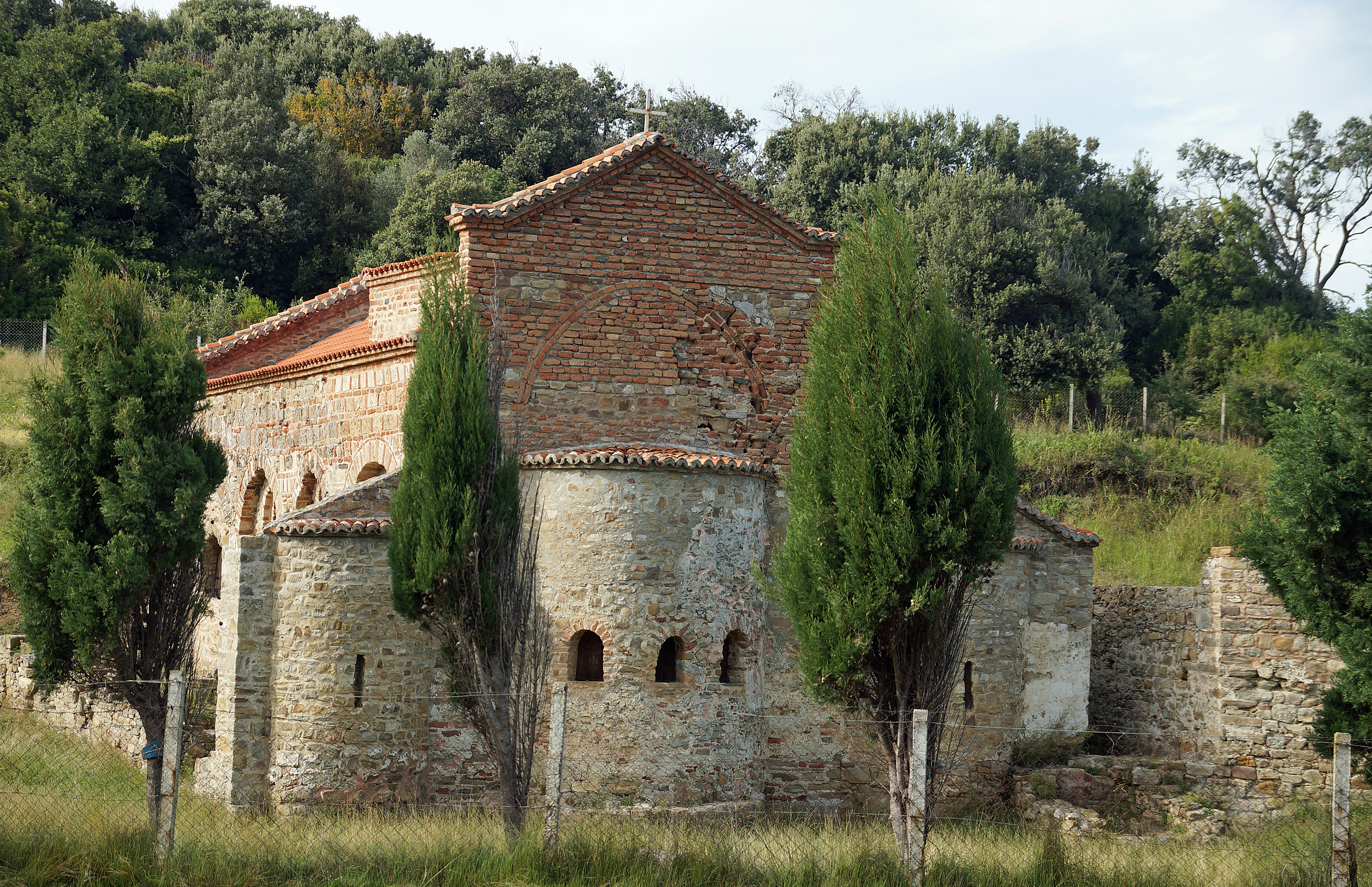
St. Anthony kyrkan